# Le Chanteur de jazz (film, 1980)
Pour les articles homonymes, voir Chanteur de jazz (homonymie).
Pour plus de détails, voir Fiche technique et Distribution.
Le Chanteur de jazz (titre original: The Jazz Singer) est un film américain réalisé par Richard Fleischer et sorti en 1980. C'est un remake du premier film parlant sorti en 1927 Le Chanteur de jazz.  Ce film qui avait déjà été  refait en 1952  sous la direction de Michael Curtiz.  
Cette troisième version est surtout conçue pour lancer la carrière à l'écran du chanteur Neil Diamond, dont ce sera le seul rôle au cinéma.  Le tournage s'amorce sous la direction de Sidney J. Furie, qui sera éventuellement remplacé par Richard Fleischer.  
Le film n'a pas eu le succès espéré, mais la bande originale est une des plus grosses ventes d'album de Neil Diamond aux États-Unis.

## Synopsis
Yussel est chanteur le jour dans une synagogue ; il se déguise en noir pour se produire la nuit sous le nom de Jess Robin dans les boîtes de jazz de Harlem. Sa formidable voix lui offre la possibilité de faire carrière mais son père, juif orthodoxe conservateur, estime que son don doit être uniquement réservé à Dieu et leur relation s'envenime.

## Fiche technique
- Titre original : The Jazz Singer
- Réalisation : Richard Fleischer
- Scénario et adaptation : Samson Raphaelson, Herbert Baker, Stephen H. Foreman
- Société de production : EMI Films
- Musique : Leonard Rosenman
- Directeur de la photo : Isidore Mankofsky
- Montage : Maury Winetrobe
- Durée : 115 minutes
- Dates de sortie : 
  - États-Unis : 17 décembre 1980
  - Japon : 25 avril 1981
  - France : 10 juin 1981
  - Allemagne : 14 août 1981
- Affiche : Bill Gold (États-Unis)

## Distribution
- Neil Diamond (VF : Claude Giraud) : Jess Robin / Yussel Rabinovitch
- Laurence Olivier (VF : Henri Labussière) : Cantor Rabinovitch
- Lucie Arnaz (VF : Marion Game) : Molly Bell
- Catlin Adams (VF : Francine Lainé) : Rivka Rabinovitch
- Franklyn Ajaye (VF : Tola Koukoui) : Bubba
- Paul Nicholas : Keith Lennox
- Sully Boyar (VF : Georges Atlas) : Eddie Gibbs
- Mike Kellin (VF : Henry Djanik) : Leo
- James Booth : Paul Rossini
- Luther Waters : Teddy
- Oren Waters : Mel
- Rod Gist : Timmy
- Walter Janovitz : Rabbi Birnbaum
- Janet Brandt : Aunt Tillie
- John Witherspoon : M.C. Cinderella Club
- Dale Robinette : Tommy
- David Coburn : Bar Mitzvah Boy
- Judy Gibson : Peg
- Hank Garrett : Police Sergeant
- Ernie Hudson : Heckler
- James Karen : Barney Callahan
- Tim Herbert : Technicien
- Edward Jahnke : Guard
- Hugh Gillin : Texas Bartender
- Victor Paul : Irate Driver
- Michael Pasternak : Zany Gray
- Brion James : homme dans le bar

## Bande originale
Face 1
1. America (Neil Diamond) (4:18)
2. Adon Olam (:32)
3. You Baby (Diamond) (3:01)
4. Love on the Rocks (Diamond, Gilbert Bécaud) (3:40)
5. Amazed and Confused (Diamond, Richard Bennett) (2:53)
6. On the Robert E. Lee (Diamond, Bécaud) (2:03)
7. Summerlove (Diamond, Bécaud) (3:17)

Face 2
1. Hello Again (Diamond, Alan Lindgren) (4:04)
2. Acapulco (Diamond, Doug Rhone) (2:48)
3. Hey Louise (Diamond, Bécaud) (3:00)
4. Songs of Life (Diamond, Bécaud) (3:32)
5. Jerusalem (Diamond) (3:03)
6. Kol Nidre/My Name is Yussel (Trad. adapt Diamond, Grenkel/Diamond) (1:38)
7. America (Reprise) (Diamond) (2:22)

## Récompenses et nominations
- Le film a été nommé lors de la 38e cérémonie des Golden Globes et a remporté plusieurs prix lors des Razzie Awards[2]
  - nommé Golden Globe de la meilleure chanson originale pour Love on the Rocks interprétée par Neil Diamond
  - nommé Golden Globe de la meilleure actrice dans un second rôle pour Lucie Arnaz dans le rôle de Molly Bell
  - nommé Golden Globe du meilleur acteur dans un film musical ou une comédie pour Neil Diamond dans le rôle de Jess Robin